# Redondez (geología)
En geología, la redondez se define como el grado de suavidad que presentan las partículas sedimentarias debido a la abrasión. Se expresa como la relación entre el radio de curvatura medio de las aristas o esquinas y el radio de curvatura de la esfera máxima inscrita.

## Medida de la redondez

Representación esquemática de la diferencia en la forma de las partículas de un material granular. Se muestran dos parámetros: la esfericidad (que crece hacia arriba) y la redondez (que crece hacia la derecha)

Redondez o angulosidad son términos utilizados para describir la forma de las esquinas de una partícula (o roca clástica) de origen sedimentario. La partícula en cuestión puede ser un grano de arena, un canto rodado, un guijarro o un bloque de roca. Aunque la redondez se puede cuantificar numéricamente, por razones prácticas, los geólogos suelen utilizar un gráfico visual simple con hasta seis categorías de redondez:
- Muy anguloso: esquinas afiladas y dentadas
- Anguloso
- Sub-anguloso
- Sub-redondeado
- Redondeado
- Bien redondeado: esquinas completamente redondeadas

Esta caracterización de formada por seis categorías se utiliza en el gráfico de comparación de Shepard y Young y en el gráfico de Powers, pero en el gráfico de Krumbein se emplean nueve categorías.
La redondez de las partículas de un sedimento puede indicar la distancia y el tiempo involucrados en el transporte desde el área de origen hasta donde se encuentra depositado.
La velocidad del redondeo dependerá de la composición, de la dureza y de la exfoliabilidad del mineral o minerales de la muestra. Por ejemplo, un guijarro de roca arcillosa se redondeará mucho más rápido y en una distancia de transporte más corta que un guijarro de cuarzo, mucho más resistente. La tasa de redondeo también se ve afectada por el tamaño de las partículas y por las condiciones de energía del proceso de trransporte.
La angulosidad (A) y la redondez (R) son solo dos parámetros de la complejidad de la forma generalizada (F) de un clasto. Una expresión para caracterizar numéricamente la redondez viene dada por:
- F=f(Sh, A, R, Sp, T)

donde f denota una relación funcional entre estos términos y donde Sh denota la forma, Sp la esfericidad y T la textura superficial a microescala.
Un ejemplo de este uso práctico se ha aplicado a la redondez de los granos de los materiales depositados en el Golfo de México, con el fin de determinar la distancia de las rocas generadoras.

## Abrasión
La abrasión se produce en ambientes naturales como playas, dunas, ríos o lechos de arroyos por la acción del flujo de corrientes agua, impacto de olas, la acción de los glaciares, el viento, fenómenos de reptación gravitacional y otros agentes erosivos.
Estudios recientes han demostrado que los procesos eólicos son más eficientes en el redondeo de granos sedimentarios que los procesos en los que interviene el agua. Los estudios experimentales han demostrado que la angularidad del cuarzo detrítico del tamaño de la arena puede permanecer prácticamente sin cambios después de cientos de kilómetros de transporte fluvial.

## Valor paleogeográfico de determinar el grado de redondez del material clástico
La redondez es un indicador importante de la afiliación genética de una roca clástica. El grado de redondez apunta al modo de transporte del material clástico, y también puede servir como criterio de búsqueda en la exploración minera, especialmente para localizar placeres.
Los materiales aluviales en los grandes ríos tiende a exhibir un alto grado de redondez. Los depósitos aluviales de los ríos pequeños suelen estar menos redondeados. En el caso de corrientes ocasionales o efímeras, exhiben poco redondeo, con predominio de clastos angulosos.

## Redondeo de clastos en ambientes no sedimentarios
Los diques de guijarros son elementos geológicos que se encuentran en ambientes intrusivos, generalmente asociados con yacimientos de minerales de tipo porfídico, que contienen fragmentos redondeados variables en una matriz de roca pulverizada finamente molida. Los clastos se originan en formaciones más profundas en los sistemas hidrotermales, y han sido sacados a la luz explosivamente por diatremas o brechas intrusivos impulsados por la irrupción de aguas subterráneas y/o la ebullición súbita de agua magmática. Los clastos se han redondeado debido a tensiones térmicas, a la acción de molienda o a la corrosión química generada por los iones disueltos en el fluido hidrotermales. Los yacimientos de minerales de los distritos mineros de Tintic, White Pine y East Traverse Mountain en Utah; Urad, Mt. Emmons, Central City, Leadville y Ouray, en Colorado; Butte, en Montana; Silver Bell y Bisbee, en Arizona; el yacimiento de hierro de Kiruna en Suecia; Cuajone y Toquepala, en Perú; El Salvador, en Chile; Monte Morgan, en Australia; y finalmente Agua Rica, en Argentina; contienen estos diques de guijarros.